# رئیس مجلس نمایندگان (ژاپن)
رئیس مجلس نمایندگان (به ژاپنی: 衆議院議長, Shūgiin-gichō)، رئیس مجلس نمایندگان (ژاپن)، در ابتدای هر جلسه توسط اعضای مجلس انتخاب می‌شود و می‌تواند حداکثر برای چهار سال خدمت کند.